# A bambanő
A bambanő (eredeti cím: Never Been Kissed) 1999-ben bemutatott amerikai romantikus filmvígjáték. A film egy San Franciscó-i riporter, Shann Nix titkos munkáján alapul.

## Történet
Josie Geller 25 éves, magányos másolatszerkesztő a Chicago Sun-Times magazinnál, aki a középiskolában képtelen volt beilleszkedni. Josie reménytelenül riporter akar lenni és állandóan történetötleteket küld a főnökének, Gusnak. Egy személyzeti találkozón Rigford, a zsarnokoskodó vezető szerkesztő fiatal kora miatt Josie-t jelöli ki, hogy cikket írjon egy középiskola életéről. 
Josie a legjobb oknyomozó technikát választja, beépül a diákok közé. Először barátságot köt a lapnál Anitával, majd visszatér a középiskolába, ahol összebarátkozik a stréber Aldysszal. Legfőbb tanácsadója a testvére, Rob lesz. Josie, akinek soha nem volt egy romantikus kapcsolata sem, most beleszeret Sam Coulsonba, a fiatal angoltanárba. A kapcsolatot azonban bonyolítja, hogy Sam azt gondolja, Josie egy 17 éves diák. Josie hamarosan népszerűvé válik, és az iskola legnépszerűbb fiúja kiszemeli őt magának. 

## Szereplők
| Színész           | Szerep                 | Magyar hang       |
| ----------------- | ---------------------- | ----------------- |
| Drew Barrymore    | Josie Geller           | Gubás Gabi        |
| David Arquette    | Rob Geller             | Takátsy Péter     |
| Leelee Sobieski   | Aldys Martin           | Simonyi Piroska   |
| Jessica Alba      | Kirsten Liosis         | Szénási Kata      |
| Molly Shannon     | Anita Olesky           | Kiss Erika        |
| John C. Reilly    | Augustus 'Gus' Strauss | Harmath Imre      |
| Garry Marshall    | James Rigfort          | Dobránszky Zoltán |
| Michael Vartan    | Sam Coulson            | Rékasi Károly     |
| Marley Shelton    | Kirstin Davis          | Farkasházi Réka   |
| Jordan Ladd       | Gibby Zerefski         | Haffner Anikó     |
| Jeremy Jordan     | Guy Perkins            | Markovics Tamás   |
| Sean Whalen       | Merkin Burns           | Csőre Gábor       |
| Cress Williams    | George                 | Galambos Péter    |
| Octavia Spencer   | Cynthia                | Némedi Mari       |
| Sarah DeVincentis | Rhoda                  |                   |
| Allen Covert      | Roger                  |                   |
| Rock Reiser       | Dutton                 |                   |

## Filmzene
| - Block – Catch a Falling Star - Jimmy Eat World – Lucky Denver Mint - John Lennon – Watching the Wheels - Cyndi Lauper – She Bop - Jimmy Eat World – Seventeen (Demo) - Kottonmouth Kings – Suburban Life - Cutting Crew – (I Just) Died in Your Arms - Local H – Cool Magnet - The Murmurs – Smash - Grandmaster Slice – Girls Move Their Butts - Jeremy Jordan – A Girl Named Happiness (Never Been Kissed) - Mister Jones – Uncle Bill's Ride - The Simpson's Theme - Blind Melon – Three Is a Magic Number - Pat Benatar – Heartbreaker - The New Seekers – Free to Be You and Me - Remy Zero – Problem - Stakka Bo – Here We Go - Ozomatli – Cumbia de los Muertos - Ozomatli – Cut Chemist Suite - De La Soul – Me, Myself and I | - Madonna – Like a Prayer - Willis – Standing By - David Farnon – Barrel Organ - Big Bad Voodoo Daddy – Go Daddy O - Hole – Heaven Tonight - BTK – Peppy Rock - Semisonic – Never You Mind - R.E.M. – At My Most Beautiful - Homegrown – Nowhere Slow - The Pietasters – Bitter (The Pietasters-dal) - Swirl 360 – Candy in the Sun - 2 Skinnee J's – Riot Nrrrd - Transister – Look Who's Perfect Now - The Cardigans – Erase/Rewind - The Smiths – Please, Please, Please, Let Me Get What I Want - Radford – stay - Kendall Payne – Closer to Myself - The Beach Boys – Don't Worry Baby - Sonichrome – Innocent Journey - The Moffatts – Until You Loved Me |

## Díjak, jelölések
| Év   | Díj                              | Kategória                                        | Jelölt                        | Eredmény |
| ---- | -------------------------------- | ------------------------------------------------ | ----------------------------- | -------- |
| 2000 | American Comedy Awards, USA      | Legviccesebb színésznő filmben (főszereplő)      | Drew Barrymore                | Jelölve  |
| 2000 | Blockbuster Entertainment Awards | Kedvenc színésznő – Vígjáték/Romantikus film     | Drew Barrymore                | Elnyerte |
| 2000 | Blockbuster Entertainment Awards | Kedvenc színész – Vígjáték/Romantikus film       | David Arquette                | Elnyerte |
| 2000 | Kids' Choice Awards, USA         | Blimp Award / Kedvenc filmszínésznő              | Drew Barrymore                | Jelölve  |
| 2000 | MTV Movie Award                  | Legjobb női alakítás                             | Drew Barrymore                | Jelölve  |
| 2000 | MTV Movie Award                  | Legjobb csók                                     | Drew Barrymore Michael Vartan | Jelölve  |
| 2000 | Young Artist Awards              | Legjobb családi film – vígjáték                  |                               | Jelölve  |
| 1999 | YoungStar Awards                 | Legjobb alakítás fiatal színésznőtől vígjátékban | Leelee Sobieski               | Jelölve  |
| 1999 | Teen Choice Awards               | Film / Színésznő                                 | Drew Barrymore                | Jelölve  |
| 1999 | Teen Choice Awards               | Film / Vígjáték                                  |                               | Jelölve  |